# San Basile
San Basile är en stad i provinsen Cosenza i regionen Kalabrien i Italien. Kommunen hade 1 003 invånare (2018). och gränsar till kommunerna Castrovillari, Morano Calabro och Saracena.[källa behövs]
Staden är en av de många i Italien som bosattes av arberesjerna. Invånarna är idag katolska och tvåspråkiga med arberesjiska och italienska som modersmål.[källa behövs]